# Sam Carlson
Sam Carlson, né le 11 janvier 1989 est un skieur acrobatique américain spécialiste du slopestyle. En 2011, il remporte une médaille d'or aux Winter X Games en slopestyle puis l'argent aux mondiaux de Park City. En juillet 2010, il est le premier skieur à avoir effectué un switch triple flatspin 1260 safety grab.

## Palmarès

### Championnats du monde
| Édition/Discipline         | slopestyle |
| Mondiaux 2011 (Park City ) | Argent     |

### Winter X Games
- Médaille d'or au slopestyle en 2011
- Médaille d'argent au slopestyle en 2009
- Médaille d'argent au slopestyle en 2007
- Médaille de bronze au slopestyle en 2011
- Médaille de bronze au Big Air en 2011